# 狭叶黄精
狭叶黄精（学名：Polygonatum stenophyllum）为百合科黄精属的植物。分布在远东地区、朝鲜以及中国大陆的辽宁、吉林、黑龙江等地，生长于海拔700米的地区，多生长于林下和灌丛中，目前尚未由人工引种栽培。